# What Can I Say (песня Dead by April)
What Can I Say — песня шведской металкор группы Dead by April, второй сингл с их дебютного альбома Dead by April и четвёртая песня на альбоме. Сингл включает в себя три песни. Оригинальную композицию «What Can I Say», радио версию где скрим партии были заменены на чистый вокал и песню «My Saviour». Сингл был выпущен только в Европе.

## Список композиций
| №  | Название                        | Автор(ы)                     | Длительность |
| -- | ------------------------------- | ---------------------------- | ------------ |
| 1. | «What Can I Say»                | Pontus Hjelm                 | 3:08         |
| 2. | «What Can I Say (Радио-версия)» | Pontus Hjelm                 | 3:06         |
| 3. | «My Saviour»                    | Pontus Hjelm/Jimmie Strimmel | 3:13         |

## Позиции в чартах
| Страна | Место |
| ------ | ----- |
| Швеция | 38    |

## Участники
- Джимми Стримелл — чистый вокал, экстрим-вокал
- Понтус Хьельм — гитара, бэк-вокал, чистый вокал в треке 2
- Йохан Олссон — гитара
- Маркус Весслен — бас-гитара
- Александер Свеннингсон — ударные